# Минахаса
Минаха́са (индон. Semenanjung Minahasa — полуостров Минахаса) — полуостров в северной части индонезийского острова Сулавеси.
Площадь более 40 тыс. км², население — около 4,5 млн человек. Основную часть жителей составляют представители таких австронезийских народностей и этногрупп, как минахасцы (от соответствующего этнонима происходит название полуострова), горонтальцы и болаанг-монгондоу. Население неоднородно в религиозном плане: имеются сопоставимые по численности общины христиан и мусульман.
Минахаса принадлежит к числу наиболее сейсмически активных районов Индонезии: здесь находится несколько крупных действующих вулканов. Полуостров богат полезными ископаемыми, которые активно разрабатываются индонезийскими горнодобывающими компаниями.
Полуостров отличается значительным природным разнообразием, на нём расположено несколько заповедников и национальных парков. В отдельных районах наблюдаются проблемы экологического характера, вызванные хозяйственной деятельностью человека.
В XVI веке полуостров стал одной из первых территорий Малайского архипелага, попавших в поле зрения европейских колонизаторов. С XVII по XX век он был одним из важнейших опорных пунктов голландцев, объединивших бо́льшую часть архипелага под своей властью. Во время Второй мировой войны здесь происходили боестолкновения между частями Королевской голландской ост-индской армии и японскими войсками, наиболее значительным из которых стало сражение за Манадо.
На территории полуострова полностью находятся индонезийские провинции Северный Сулавеси и Горонтало, а также значительная часть провинции Центральный Сулавеси. Крупнейшие населённые пункты — города Манадо и Горонтало.

## Физико-географические характеристики

### Географическое положение

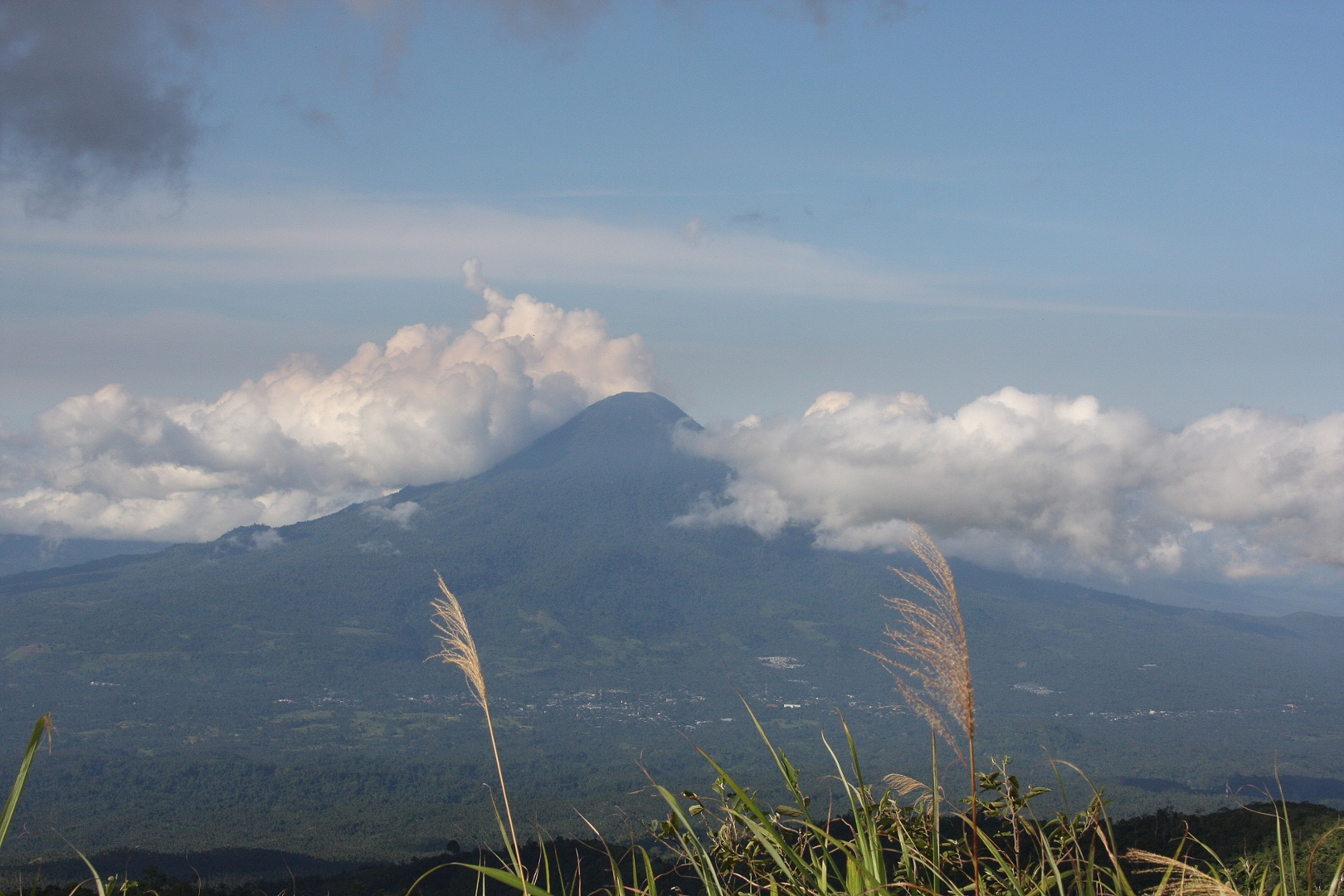
Клабат — самый высокий вулкан Минахасы и острова Сулавеси в целом

Полуостров Минахаса представляет собой северную часть Сулавеси, относящегося к группе Больших Зондских островов Малайского архипелага, и является наиболее крупным и географически обособленным из четырёх полуостровов этого острова. Имеет весьма сложную форму — длинного, узкого «языка» с несколькими изгибами. Основание полуострова отходит от центральной части Сулавеси на север, затем он весьма резко изгибается на восток, затем менее резко — на северо-восток.
Протяжённость полуострова — около 800 км, максимальная ширина — около 100 км (в центральной части, вытянутой с запада на восток), минимальная ширина — около 20 км (на перешейке, отходящем от центральной части острова). Площадь составляет более 40 тыс. км².
Западное побережье полуострова выходит на Макассарский пролив. Северное омывается водами Моря Сулавеси, северо-восточное — Молуккского моря. Юго-восточное побережье выходит на залив Томини. Все окружающие полуостров водные пространства относятся к акватории Тихого океана.
Берега полуострова со всех сторон изрезаны весьма сильно, имеется множество небольших заливов и мелких «вторичных» полуостровов. Во многих районах у побережья имеются небольшие острова и коралловые рифы. У северо-восточной оконечности полуострова расположен достаточно крупный архипелаг Сангихе: гряда островов, фактически продолжающая линию полуострова.

### Рельеф, геологическое строение и полезные ископаемые

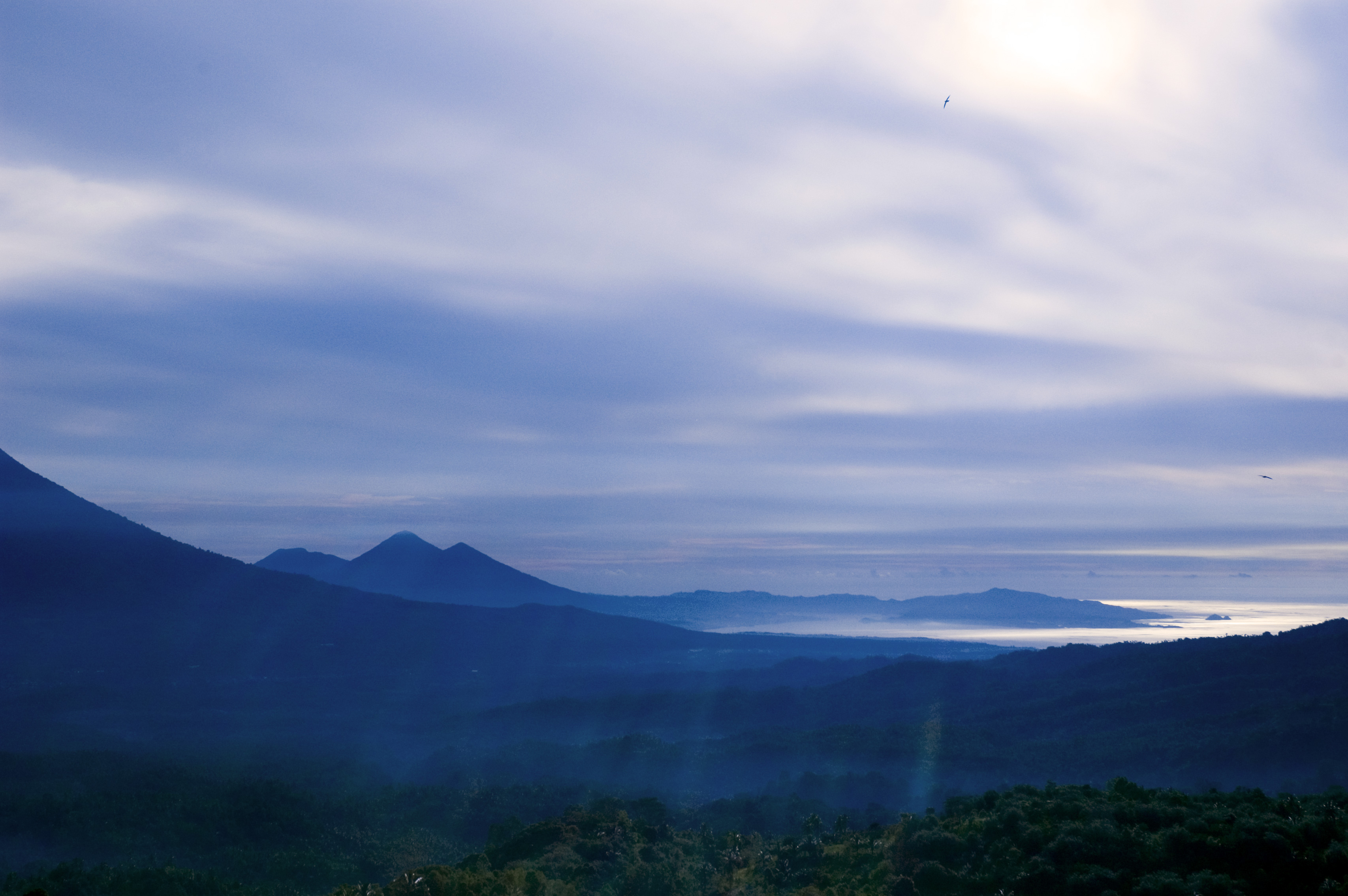
Горное озеро Тондано на северо-востоке Минахасы

Территория Минахасы — как и Сулавеси в целом — в основном гориста: вдоль всего полуострова тянется сплошной горный хребет, берущий начало в центральной части острова. Высшей точкой является гора Соджо́л, расположенная на стыке его основания и центральной части, протянувшейся с запада на восток: её высота по различным данным составляет 3030 м либо 3071 м над уровнем моря.
Равнинными являются лишь узкие прибрежные участки и немногочисленные межгорные долины. Имеется множество небольших рек, а также несколько озёр, крупнейшими из которых являются Лимбо́то (в центральной части полуострова, в основном в черте города Горонтало) и Тонда́но (на северо-восточной оконечности). Для геологического строения характерно превалирование эффузивных горных пород плейстоценового и голоценового возраста.
Минахаса является одним из наиболее сейсмически активных районов Индонезии. Здесь находится несколько действующих вулканов, высочайшими из которых являются Клабат, самый высокий вулкан всего Сулавеси (высота — 1968 м), стратовулканы Амбанг (высота — 1795 м), Сопутан (высота — 1785 м) и Локон-Эмпунг (два конуса высотой 1580 м и 1340 м соответственно), расположенные в северо-восточной части полуострова. Особой активностью отличаются последние два: самое недавнее извержение Сопутана произошло в 2016 году, Локон-Эмпунга — в 2015 году. Кроме того, на территории полуострова и прилегающем к нему шельфе регулярно происходят землетрясения: так, например, в 2014 году здесь было зарегистрировано 52 случая тектонических толчков магнитудой не менее 1,5. У основания полуострова находился эпицентр землетрясения 28 сентября 2018 года, ставшего одним из наиболее разрушительных за всю современную историю Индонезии: в результате подземных толчков и вызванных ими цунами погибло более 1400 человек.
Полуостров весьма богат минеральными ресурсами. На его северо-восточной оконечности находятся крупнейшие в Индонезии месторождения серы Махаву (индон. Mahawu) и Кавах-Масем (индон. Kawah Masem), в центральной части — крупные медные месторождения. В различных районах разведаны и осваиваются значительные запасы руд чёрных и благородных металлов, прежде всего, золота и серебра.

### Климат
Климат, как и на большей части Малайского архипелага, экваториальный с двумя характерными сезонами: сухим и дождливым, сроки которых могут колебаться в пределах нескольких недель в различных районах Минахасы. В целом интенсивность атмосферных осадков в течение дождливого сезона в северной части полуострова значительно выше, чем в центральной и южной. Так, если на северной оконечности Минахасы в течение наиболее дождливого месяца — декабря — выпадает 961 мм осадков, то в провинции Горонтало, занимающей центральные районы полуострова, максимум осадков отмечается в ноябре и составляет чуть более 320 мм. Кроме того, даже в рамках относительно небольших участков полуострова климатические условия могут существенно зависеть от высоты местности над уровнем моря: в частности, для горных районов характерны более низкие температуры и более высокая относительная влажность воздуха, чем для равнинных.

### Живая природа

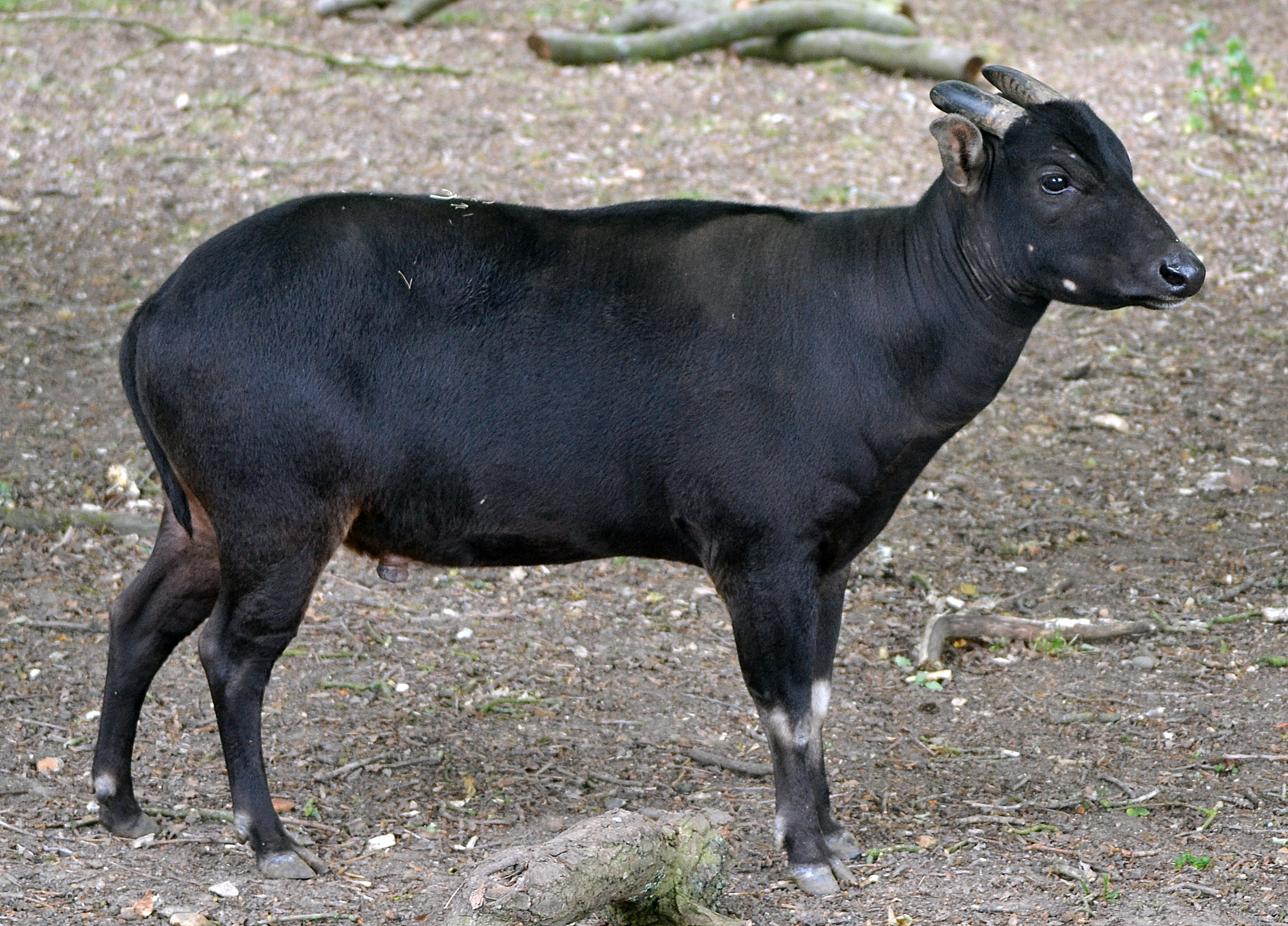
Карликовый буйвол аноа — одно из редких животных, обитающих на Минахасе

Значительная часть Минахасы покрыта тропическими лесами. Животный мир полуострова весьма богат и своеобразен. Здесь встречаются, в частности, такие редкие, находящиеся под угрозой виды, как аноа, бабирусса, малео, минахасская сипуха. Особым разнообразием отличается местная популяция чешуйчатокрылых: на Минахасе зафиксировано 2265 видов молей и более 200 видов бабочек, многие из которых являются эндемиками полуострова.
На территории полуострова создано несколько заповедников и национальных парков, крупнейшим среди которых является созданный в 1991 году национальный парк Богани-Нани-Вартабоне, который расположен в центральной части Минахасы и имеет площадь более 287 км².
Существенный ущерб местной экосистеме наносят браконьерство, незаконная рубка леса, а также некоторые виды законной хозяйственной деятельности человека. Так, с конца XX века отмечаются существенные негативные последствия работ по добыче полезных ископаемых, проводимых в различных районах полуострова. Особенно серьёзные экологические проблемы возникли на берегах бухты Буят на южном побережье Минахасы в акватории залива Томини, где с 1996 года ведётся масштабная золотодобыча. Ситуация в этом районе полуострова стала одним из наиболее резонансных экологических бедствий современной Индонезии и потребовала вмешательства центральных властей страны.

## История

### Доколониальный и ранний колониальный периоды
Доколониальный период истории Минахасы изучен достаточно слабо, прежде всего, в силу дефицита письменных источников информации на этот счёт. Наиболее древним из культурных памятников той эпохи считается каменная стела Вату-Пиневетенган, воздвигнутая ориентировочно в VII веке на стыке территорий нескольких минахасских племён: пятиметровый камень с многочисленными пиктографическими изображениями до сих пор считается сакральным объектом среди минахасцев. Основные исторические сведения о временах, предшествовавших появлению европейцев, основываются на преданиях, бытовавших среди местного населения в более позднее время. Известно, что к середине второго тысячелетия нашей эры на Минахасе существовало несколько крупных племенных объединений, которые периодически воевали друг с другом. По крайней мере некоторые из них находились в вассальной зависимости от султаната Тернате либо под сильным экономическим и культурным влиянием этого государства. Часть населения прибрежных районов занималась морским пиратством, в том числе на значительном удалении от полуострова. Среди отдельных племён практиковался каннибализм. По расчётам современных специалистов, общее население Минахасы в начале XVI века не превышало 30 тысяч человек, при этом наиболее населённой была центральная часть полуострова.

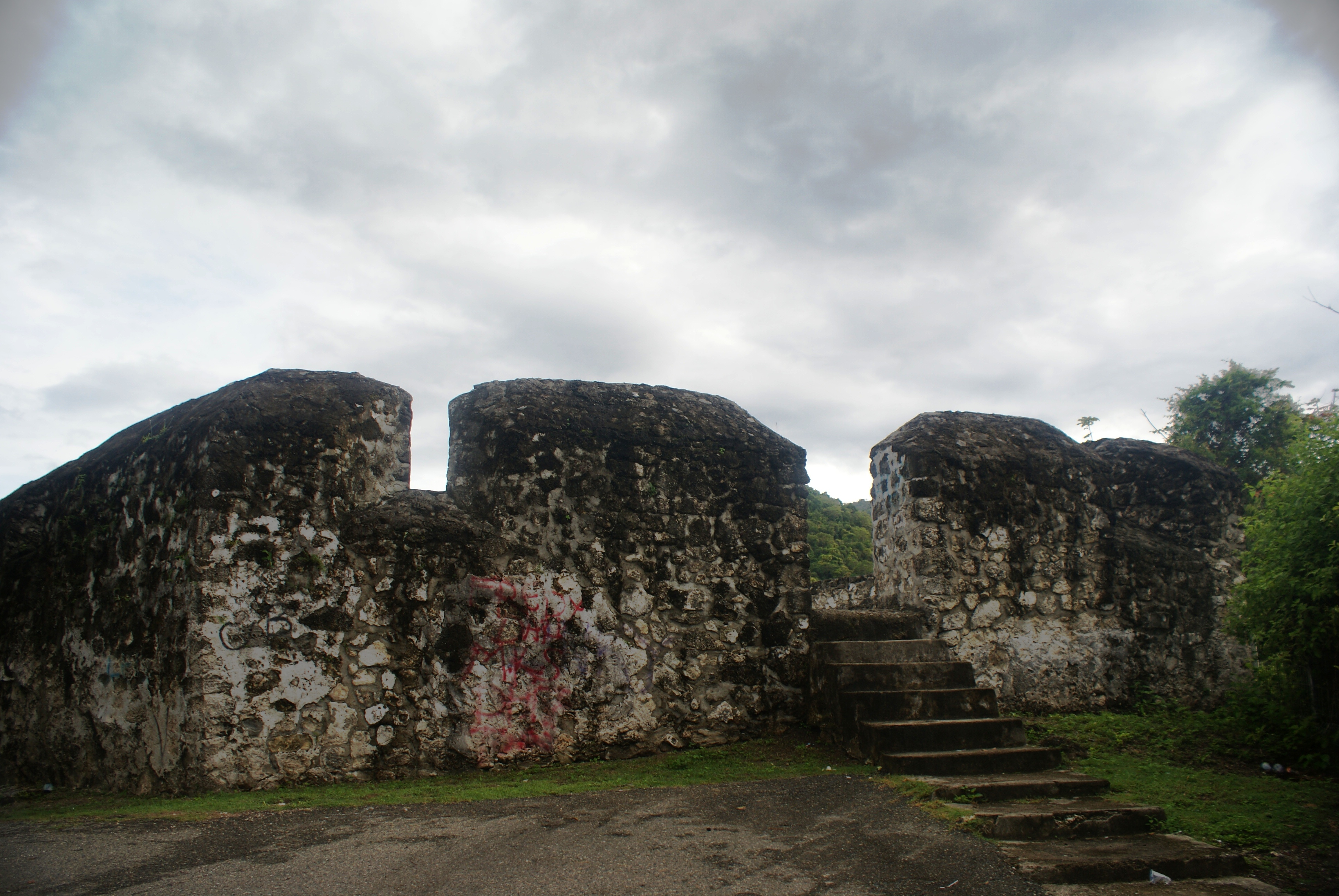
Крепость Отанаха, построенная в 1522 году

Минахаса стал одной из первых территорий Малайского архипелага, попавших в поле зрения европейских колонизаторов. Пионерами в освоении этой территории стали португальцы, обеспечившие себе монополию на освоение большей части Юго-Восточной Азии по условиям Сарагосского договора 1529 года, зафиксировавшего разграничение сфер влияния на Тихом океане между Мадридом и Лиссабоном. Посещать Минахасу они, возможно, начали ещё до заключения этого соглашения: так, в соответствии с одной из версий, в строительстве крепости Отанаха, которая была возведена горонтальским правителем в 1522 году, принимали участие португальские моряки (в этом случае её можно считать едва ли не самым ранним материальным свидетельством европейского присутствия на территории современной Индонезии). В первом из известных португальских описаний Минахасы, датируемом 1552 годом, в качестве достоинств этой местности отмечались благоприятный климат, плодородные почвы, а также малое количество мусульман: несмотря на то, что ислам начал распространяться здесь ещё в последней четверти XV века из Тернате, к моменту появления европейцев его исповедовало лишь небольшое меньшинство местных жителей. Последнее обстоятельство благоприятствовало деятельности португальских миссионеров: за три десятилетия ими было обращено в католицизм не менее 10 % туземного населения.
После объединения Португалии и Испании в 1580 году узами Иберийской унии доступ к освоению Сулавеси получили испанцы, уже обосновавшиеся к тому времени на близлежащих Филиппинах. Отдельные историки допускают их первые контакты с населением Минахасы в XVI столетии, однако превалирующая точка зрения относит их к первому либо даже второму десятилетию следующего века. Первым испанским фортификационным сооружением на полуострове в 1623 году стала крепость на территории современного города Манадо. Испанцы были значительно менее активны в миссионерской деятельности, однако намного более решительно приступили к экономическому освоению новых земель, в частности, за счёт обложения здешних племён натуральной данью, в которую входили, главным образом, рис и древесина. Подобные поборы в сочетании с прочими проявлениями недружественного поведения со стороны испанцев — систематическим умыканием туземных женщин, массовым истреблением лесной дичи — вскоре вызвали сильное недовольство среди жителей полуострова, которое вылилось в серию вооружённых восстаний.

### Период нидерландского владычества
В 1642 году вожди четырёх местных племён, восставших против испанцев, обратились за помощью к администрации Нидерландской Ост-Индской компании (НОИК), которая к тому времени обосновалась на соседних Молукках. Воспользовавшись подобным приглашением, голландцы в 1644 году выбили испанцев с полуострова, однако сами не стали закрепляться на его территории, сочтя её недостаточно перспективной для колонизации. Однако возвращение испанцев на Минахасу в 1651 году было воспринято руководством НОИК как серьёзный вызов, требующий постоянного военного присутствия в этой части Сулавеси. Дополнительным фактором, подтолкнувшим голландцев к подобному решению, стал растущий интерес к полуострову со стороны двух близлежащих султанатов: уже упоминавшегося Тернате, вассалами которого с давних времён оставались вожди многих местных племён, и южносулавесийского Гова-Талло, развернувшего активную территориальную экспансию. В результате в 1653 году на территории современного города Манадо появились первые постоянные опорные пункты Компании, а тремя годами позже — первая голландская крепость.

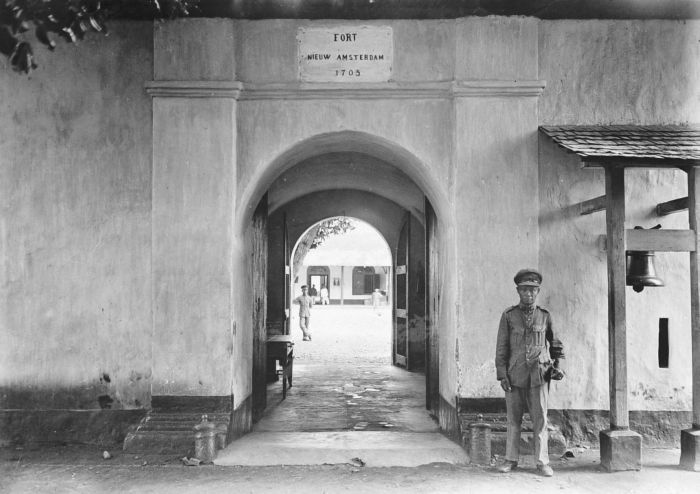
Форт «Новый Амстердам», построенный в 1709 году как основная голландская цитадель на севере Минахасы

К 1663 году голландцы окончательно вытеснили испанцев с Минахасы. Одновременно с этим, сочетая дипломатические методы с военным устрашением, они принудили Тернате отказаться от попыток подчинить племена полуострова. Противостояние с Гова-Талло оказалось более жёстким и продолжительным. Однако в 1669 году, перебросив на Сулавеси дополнительные военные подразделения, НОИК нанесла султану Гова-Талло Хасануддину сокрушительное поражение, после которого тот также отказался от претензий на Минахасу.
Появление голландцев было вполне позитивно воспринято значительной частью населения полуострова, которая увидела в НОИК силу, способную обеспечить защиту от испанцев и тернатцев, уже успевших к тому времени оставить отрицательное впечатление о себе. В 1679 году протекторат Компании без какого-либо силового давления признали племена минахасцев, а в 1681 году — горонтальцев. По условиям соответствующих соглашений голландцы обязывались оказывать туземцам военную помощь в случае внешнего нападения, а также отказывались от сбора с них каких либо налогов (исключения из второго положения могли делаться в период военной опасности). Минахасцам и горонтальцам, в свою очередь, предписывалось признавать верховную власть НОИК, оказывать ей всяческое содействие, поставлять по оговоренным ценам рис (его продажа иным сторонам возбранялась), а также, по мере необходимости, древесину для починки нидерландских кораблей. Историки отмечают, что требования Компании к жителям Минахасы были намного более умеренными, чем к обитателям многих других районов современной Индонезии, на которые она распространяла в тот период своё влияние. Это обуславливалось тем, что полуостров представлял для неё интерес прежде всего в качестве военного и логистического форпоста, тогда как его экономическому освоению придавалось второстепенное значение в силу отсутствия здесь значительных объёмов колониальных товаров, интересовавших европейцев, — прежде всего, пряностей.
По мере укрепления контроля НОИК над Минахасой интенсивность хозяйственной эксплуатации этой территории существенно не возрастала, и сосуществование голландцев с местным населением оставалось вполне мирным. Племенная верхушка охотно сотрудничала с администрацией Компании. На полуострове продолжали активно действовать европейские миссионеры — в период голландского владычества к католическим проповедникам присоединились протестантские, в результате чего уже в течение XVIII века почти половина местного населения была обращена в христианство. В самом конце XVIII столетия зависимость от НОИК сменилась аналогичными отношениями непосредственно с властями Нидерландов: после длительного кризиса Компания была передана в государственное управление, а в 1799 году официально прекратила своё существование.
В начале XIX века Минахаса стала первой территорией Нидерландской Ост-Индии, захваченной Великобританией, которая стремилась таким образом предотвратить переход голландских колоний под власть наполеоновской Франции, оккупировавшей в это время Нидерланды: британцы заняли полуостров в 1801 году, тогда как основная территория современной Индонезии перешла под их контроль только в 1811 году. Британская администрация сохранила большую часть нидерландского колониального аппарата, однако сложившаяся система взаимоотношений с населением полуострова была во многом нарушена. Это привело к росту недовольства последнего, кульминацией которого стало в 1808 году восстание минахасского племени Тондано — самый масштабный и кровопролитный конфликт в колониальной истории Минахасы.

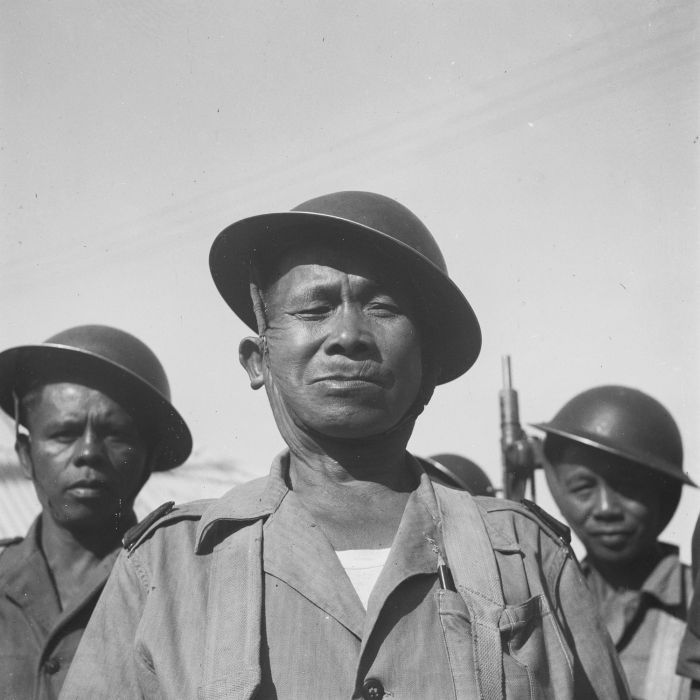
Минахасцы — военнослужащие резервных колониальных частей. Фотография 1948 года

В 1816 году Минахаса — как и бо́льшая часть территории Нидерландской Ост-Индии — была возвращена под контроль Гааги по условиям англо-голландской конвенции, подписанной в Лондоне 13 августа 1814 года. В течение короткого времени социальная обстановка на полуострове стабилизировалась, и Минахаса вновь стала одной из наиболее надёжных опорных площадок голландцев в их деятельности на просторах Малайского архипелага. Местные жители, проявлявшие в отношении колонизаторов высокую степень лояльности, фактически оказались в привилегированном положении в сравнении с большинством населения прочих территорий, осваивавшихся в этом регионе Нидерландами. На полуострове была развёрнута весьма развитая по меркам колонии социальная и образовательная инфраструктура, доступная туземцам. Многие из последних после получения европейского образования командировались в различные районы Нидерландской Ост-Индии как сотрудники младшего звена колониальных административных структур или преподаватели нидерландского языка. Кроме того, уроженцы полуострова — прежде всего, минахасцы-христиане — составили значительную часть Королевской нидерландской ост-индской армии, формировавшейся из туземного населения и часто использовавшейся для подавления антиколониальных выступлений. Всё это обусловило определённые сложности в отношениях между минахасцами и некоторыми другими народами будущей Индонезии.
В 1820-х годах на полуострове началось масштабное выращивание кофе, который был впервые завезён сюда ещё в 1797 году. Кроме того, была налажена достаточно активная эксплуатация местных месторождений золота: местным жителям предписывалось продавать добытый ими драгоценный металл голландцам по фиксированным ценам.
В 1881 году произошло принципиальное изменение административного статуса земель полуострова: они были официально включены в состав Нидерландской Ост-Индии. Таким образом, местные племенные союзы полностью утрачивали независимость, которую формально сохраняли по условиям соглашений о протекторате 1679 и 1681 годов. Данное преобразование не встретило какого-либо противодействия со стороны племенной верхушки, представители которой получили различные посты в колониальной администрации. В конце XIX и первых десятилетиях XX века обстановка на Минахасе оставалась вполне стабильной. Важнейшей отраслью местного хозяйства в этот период стало производство копры.
В ходе японского вторжения в Нидерландскую Ост-Индию во время Второй мировой войны Минахаса оказалась одним из немногих районов достаточно активного сопротивления голландцев на сухопутном театре. После поражения в серии боестолкновений января 1942 года, наиболее ожесточённым из которых стало сражение за Манадо, остатки нидерландских войск и колониальных частей некоторое время вели партизанские действия. После подавления их сопротивления японцам удалось в короткие сроки овладеть всем Сулавеси — остров был отнесён к зоне оккупации 2-го флота Империи.

### В составе независимой Индонезии

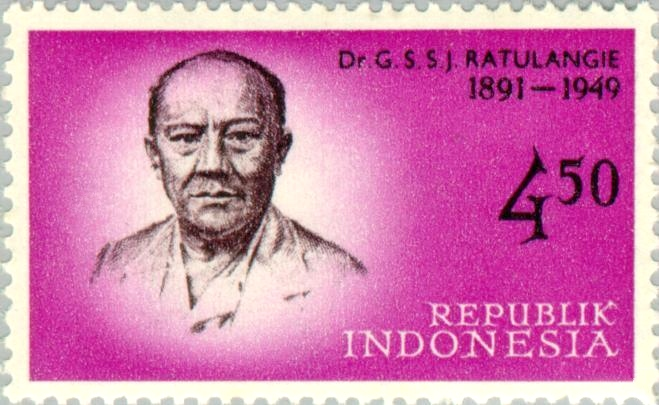
Марка с портретом Сама Ратуланги — одного из самых известных уроженцев Минахасы

После провозглашения независимости Республики Индонезии в августе 1945 года Сулавеси был предоставлен статус провинции в составе нового государства. Её губернатором был назначен активный деятель индонезийского национально-освободительного движения, уроженец Минахасы Сам Ратуланги. В сентябре 1945 года с целью интернирования и вывоза капитулировавших японских частей на Минахасе высадились австралийские войска. В течение нескольких месяцев при их поддержке на всём острове была воссоздана нидерландская колониальная администрация, которая низложила республиканские власти. Это происходило при поддержке значительной части населения Минахасы, поскольку в силу традиционно высокой лояльности жителей полуострова голландцам идея независимости от Гааги была воспринята здесь весьма неоднозначно.
В декабре 1946 года Минахаса, как и весь Сулавеси, была включена в состав квази-независимого государства Восточная Индонезия, созданного по инициативе Нидерландов, рассчитывавших превратить свои бывшие ост-индские владения в марионеточное федеративное образование. В декабре 1949 года Восточная Индонезия вошла в состав Соединённых Штатов Индонезии, учреждённых по решению индонезийско-нидерландской Гаагской конференции круглого стола. Однако уже в августе 1950 года Восточная Индонезия — без отделившейся от неё Республики Южно-Молуккских островов — вошла в состав унитарной Республики Индонезии. Присоединение сулавесийских территорий к Индонезии сопровождалось эмиграцией в Нидерланды значительного количества жителей Минахасы, особенно христиан.

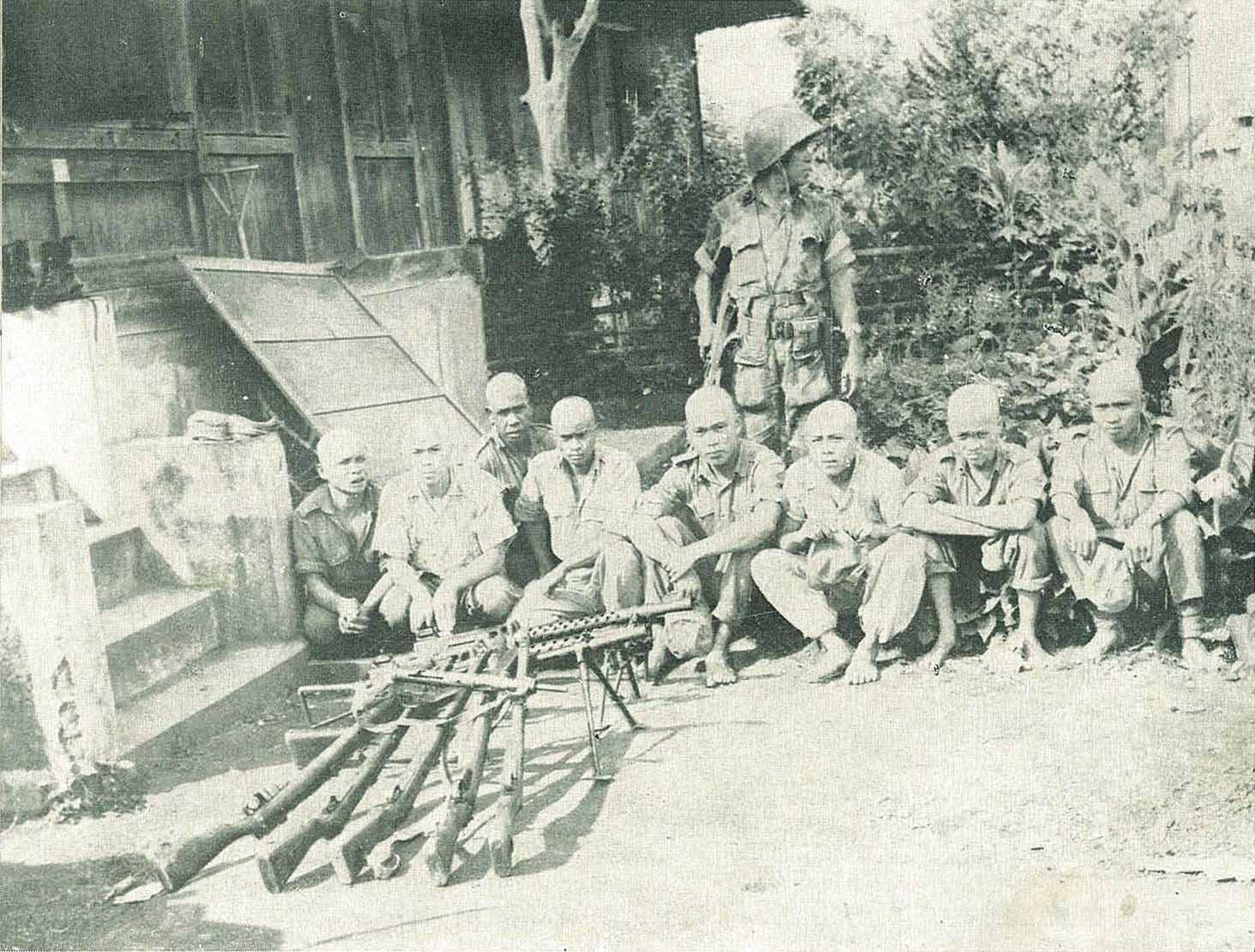
Группа пленных бойцов «Перместы» под охраной индонезийских военных. 1960 год

В начале 1950-х годов на Минахасе, как и на всей территории Сулавеси, были созданы административные органы индонезийского государства, проведена национализация собственности колонизаторов. Отношения местных элит с центральными властями складывались непросто, особенно после того, как во второй половине 1950-х годов президент Сухарто повёл курс на централизацию власти при недостаточно должном учёте интересов периферии. Это привело к тому, что в 1957 году полуостров стал центром мятежа «Перместы» — повстанческого движения, объединившего значительную часть офицерского индонезийского корпуса и сочувствующих им гражданских, выходцев из восточных районов страны, выступавшего за изменение государственного курса и предоставление бо́льших полномочий регионам. Фактической столицей и главной военной базой мятежников являлся Манадо: именно оттуда ВВС «Перместы», а также воевавшие на их стороне американские военнослужащие наносили удары по индонезийским войскам, сохранившим верность центральному правительству. В июне 1958 года Манадо был взят индонезийской армией в ходе масштабной военной операции, получившей кодовой название «Свобода» (индон. Merdeka), однако сопротивление в различных районах полуострова продолжалось до 1961 года.
После подавления выступления «Перместы» стабилизировать ситуацию на полуострове удалось в значительной степени благодаря гуманному обхождению с побеждёнными мятежниками. Кроме того, были предприняты некоторые меры социально-экономического и административного характера в интересах местного населения. В 1964 году в рамках разукрупнения административного деления восточных районов страны большая часть территории полуострова была выделена в отдельную провинцию Северный Сулавеси.

## Административное деление
На территории полуострова находятся две индонезийские провинции — Северный Сулавеси (площадь 14 544 км², население около 2,344 млн человек), занимающая северо-восточную часть Минахасы, и Горонтало (площадь 12 435 км², население около 1,116 млн человек), занимающая его центральную часть. Кроме того, в южной части полуострова расположена значительная часть провинции Центральный Сулавеси (примерно 17 000 км² из 63 305 км² её площади и 1 млн из 2,635 млн человек её населения). Следует иметь в виду, что помимо территорий собственно полуострова к провинциям Северный Сулавеси и Горонтало относятся многочисленные небольшие острова, расположенные у берегов Минахасы.
Современное (на октябрь 2016 года) административное деление этой части Сулавеси оформилось в 2000 году, когда из провинции Северный Сулавеси была выделена провинция Горонтало.

## Население

### Численность и расселение

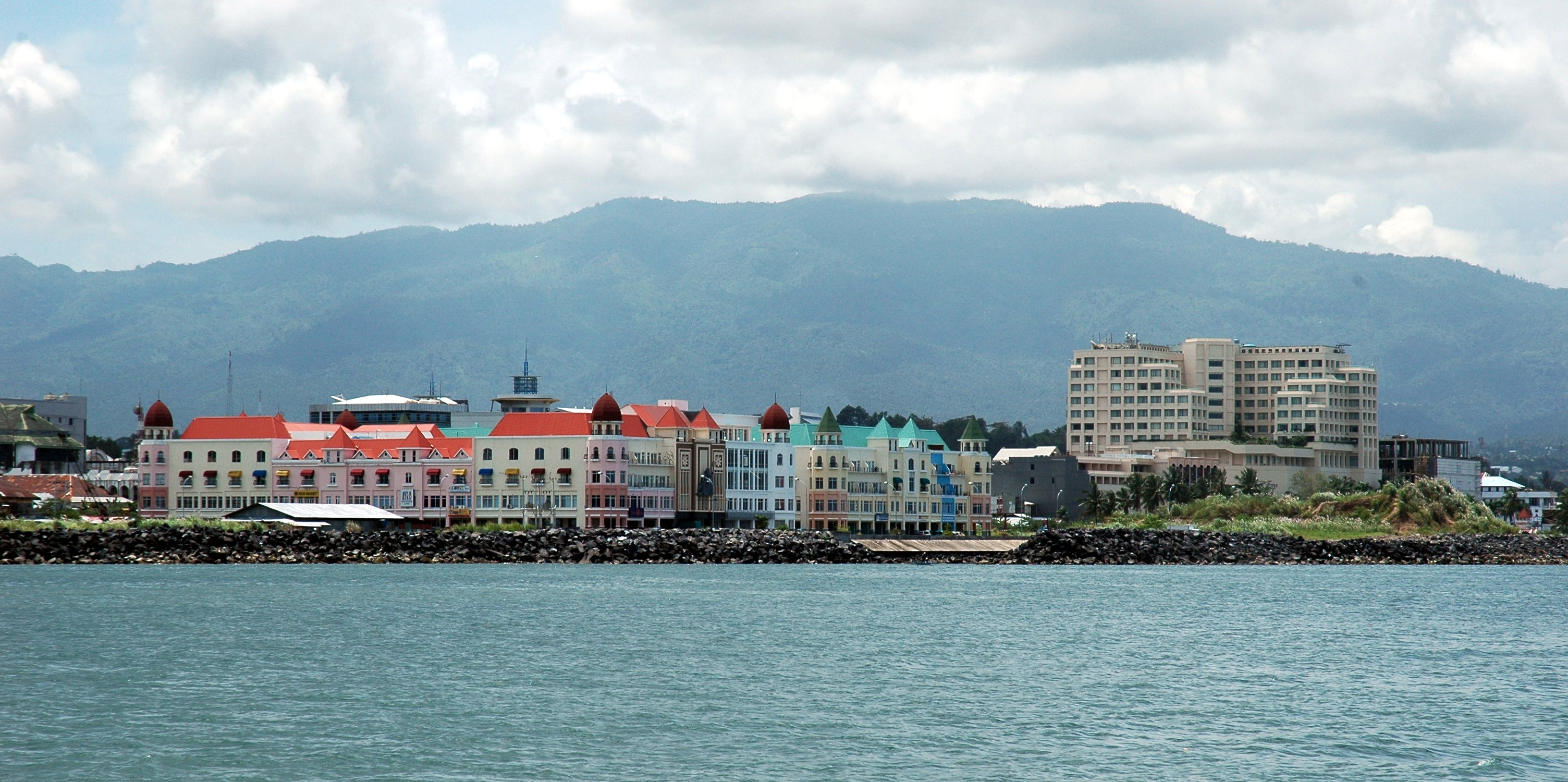
Вид с моря на Манадо, крупнейший город Минахасы

Население полуострова составляет около 4,5 млн человек. Расселено оно крайне неравномерно: абсолютное большинство проживает в приморских районах и узких межгорных долинах, тогда как возвышенности, занимающие бо́льшую часть Минахасы, населены весьма редко. Наиболее значительно заселена северо-восточная оконечность, по площади составляющая менее четверти Минахасы: здесь проживает примерно столько же жителей, сколько на остальной части полуострова. Средняя плотность населения по полуострову — около 110 чел/км².
Наиболее крупными населёнными пунктами, расположенными на полуострове, являются Манадо (административный центр Северного Сулавеси, население на 2014 год — 430 тыс. человек), Горонтало (административный центр одноимённой провинции, 196 тыс. человек) и Томохон (провинция Горонтало, 96 тыс. человек). Город Палу, административный центр Центрального Сулавеси (463 тыс. человек), расположенный на берегах одноимённого залива у основания полуострова, также частично находится на его территории.

### Этническая и религиозная принадлежность

Этнографическая карта Минахасы и прилегающих районов Сулавеси

Бо́льшую часть жителей полуострова составляют представители коренных австронезийских народов и этнических групп. Крупнейшими из них — численность каждой составляет более одного миллиона человек — являются минахасцы (от названия этой группы близкородственных народностей и происходит название полуострова), болаанг-монгондоу и горонтало. Первые и вторые проживают на северо-восточной оконечности Минахасы, третьи — в центральной его части. Южная часть полуострова населена преимущественно небольшими по численности народностями: этнолингвистическая классификация некоторых из них не является общепризнанной. Наряду с этими по всему полуострову дисперсно проживает довольно значительное количество выходцев из других районов Сулавеси и с других островов Индонезии — в частности, яванцев (на 2010 год — более 100 тысяч человек), бугисов (более 30 тысяч человек), а также этнических китайцев (не менее 10 тысяч человек).

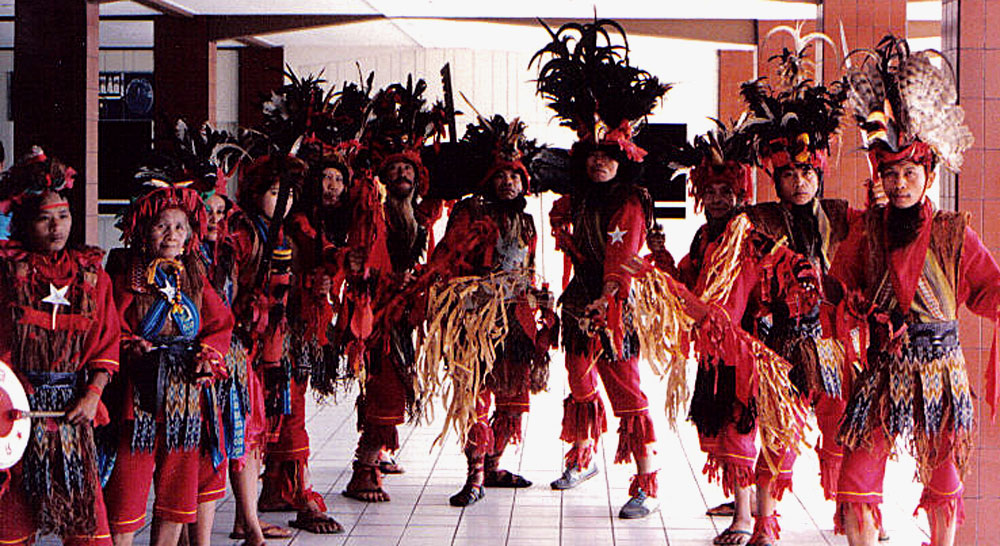
Минахасцы в национальных нарядах

В религиозном плане население неоднородно: среди представителей основных коренных народностей в разной мере распространены христианство и ислам. Если абсолютное большинство минахасцев являются христианами (главным образом протестантами, но имеется и довольно значительная католическая община), то среди горонтало и болаанг-монгондоу превалирует ислам. При этом у всех этих этнических групп в той или иной степени сохраняются пережитки традиционных местных верований. Основную часть некоренного населения составляют мусульмане, незначительное меньшинство принадлежит к буддистской и индуистской общинам. По официальной статистике за 2010 год провинция Северный Сулавеси является преимущественно христианской (64 % протестантов и 5 % — католиков, 30 % — мусульман, чуть более 0,5 % индуистов и ещё меньше буддистов), а Горонтало — преимущественно мусульманской (около 97 % населения — мусульмане, чуть более 2 % — протестанты, представители всех других вероисповеданий совокупно составляют менее 1 %).
Исторически сосуществование различных религиозных общин на полуострове было достаточно мирным. Межконфессиональные противоречия здесь — как и в Индонезии в целом — обострились в конце 1990-х годов на фоне тяжёлого политического и социально-экономического кризиса, с которым в тот период столкнулась страна. Тем не менее случаи кровопролитных столкновений на религиозной почве были единичными и не переросли в серьёзный мусульманско-христианский конфликт, как это произошло, например, на соседних Молукках.

## Хозяйственная деятельность

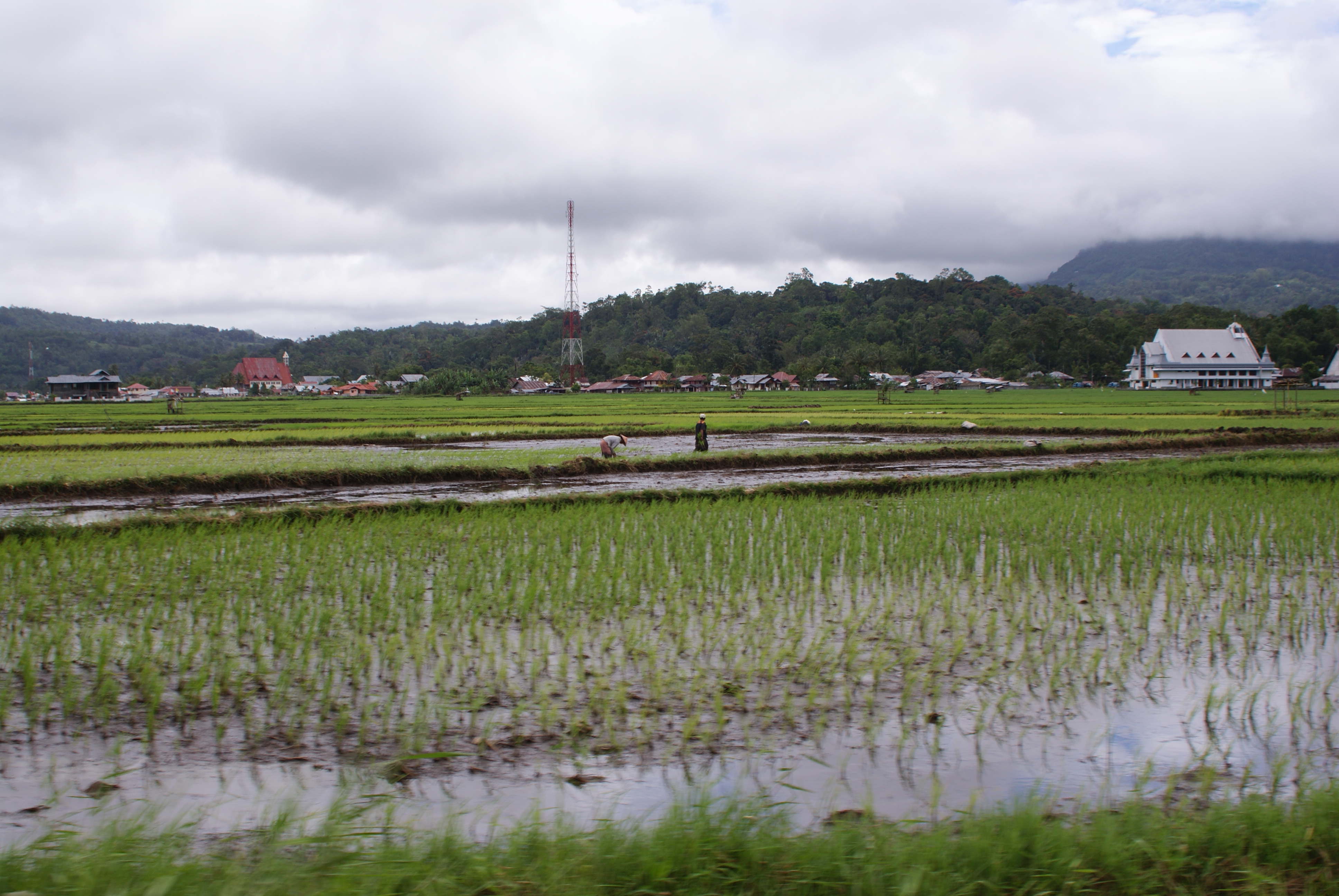
Заливное рисовое поле на берегу озера Тондано

Исторически основными видами хозяйственной деятельности населения полуострова являются рыболовство, выращивание риса и кофе, производство древесины и копры, а также добыча золота и серебра. По состоянию на начало XXI века все эти отрасли сохраняют важное значение для местной экономики, однако наряду с ними здесь получили развитие и такие современные сферы хозяйства, как электроэнергетика, металлургия, машиностроение и судостроение, текстильная, химическая и пищевая промышленность. Кроме того, общенациональное значение приобрели новые отрасли добывающей промышленности, в частности, добыча серы, медных и железных руд.
Сельское хозяйство становится всё более дифференцированным: наряду с рисом (его урожаи на полуострове составляют более 1 млн тонн в год) и кокосовой пальмой (урожаи орехов более 350 тыс. тонн в год) в больших масштабах выращиваются кукуруза, соя, фасоль, какао, различные овощи, а также культуры, дающие специи и пряности: перец, мускатник, гвоздичное дерево и ванильная лиана. Животноводство развито преимущественно в центральной части полуострова, где разводят как крупный, так и мелкий рогатый скот, птицеводство — повсеместно.
Достаточно быстрыми темпами развивается индустрия туризма, чему способствуют хорошие возможности для морского отдыха, в частности, дайвинга и сноркелинга, а также наличие на полуострове национальных парков и историко-культурных достопримечательностей. В 2014 году количество индонезийских туристов, посетивших полуостров, исчислялось сотнями тысяч, иностранных — десятками тысяч.
Наиболее экономически развитой территорией полуострова традиционно является его северо-восточная оконечность: этому способствуют как более благоприятные условия для земледелия, так и бо́льшая концентрация промышленной инфраструктуры в сравнении с центральной и южной частями полуострова. За счёт этого провинция Северный Сулавеси заметно превосходит провинцию Горонтало по основным экономическим показателям: например, по подушному объёму ВРП — более чем в 1,5 раза, а по абсолютному объёму ВРП — в 3,3 раза. При этом обе провинции, полностью находящиеся на острове, демонстрируют темпы экономического роста, заметно превышающие общенациональный показатель.

## Транспортная инфраструктура

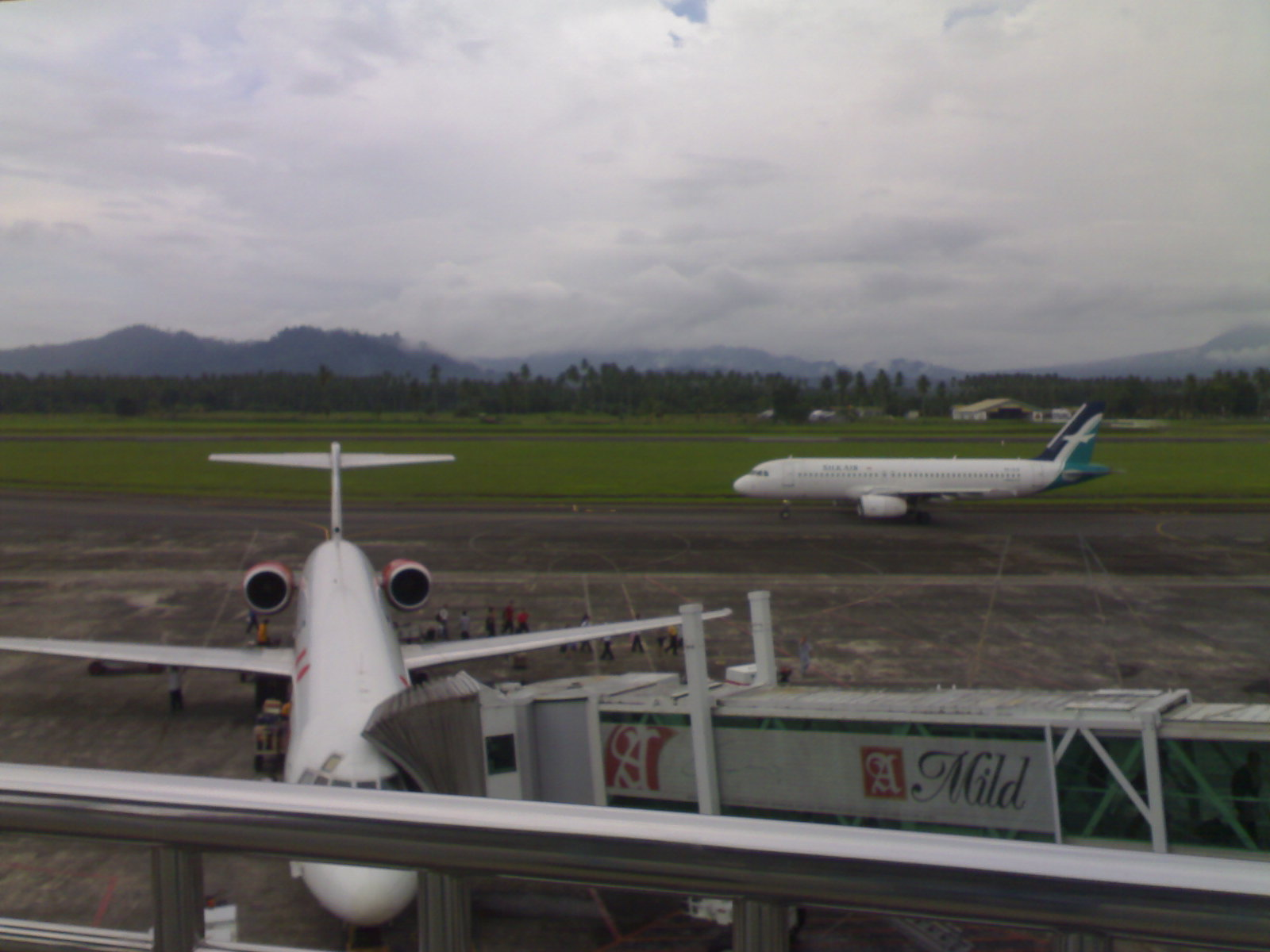
Аэропорт Сам Ратуланги — главная воздушная гавань Минахасы

С учётом географических очертаний полуострова, обеспечивающих близость всех его территорий к морю, традиционно важнейшим видом транспорта для большинства его жителей является водный. Крупнейшие морские порты находятся в провинции Северный Сулавеси: Битунг (в 2014 году 6158 заходов кораблей, грузооборот — 7 100 213 тонн, пассажирооборот — 950 757 человек) и Манадо (3693 захода кораблей, грузооборот — 5 015 698 тонн, пассажирооборот — 1 286 426 человек). Грузооборот и пассажирооборот портов, находящихся на территории провинций Горонтало (Тиламута, Горонтало, Ангрек, Куанданг), и Центральный Сулавеси (Пантолоан, Толитоли, Донгала) на порядок ниже.
На полуострове расположены два международных аэропорта: манадский Сам Ратуланги и горонтальский Джалалуддин. По состоянию на 2014 год первый обслуживает 19 304 рейса за год, имеет пассажирооборот 2 016 136 человек и грузооборот 19 050 тонн, второй обслуживает 3800 рейсов в год, имеет пассажирооборот 404 400 человек и грузооборот 2530 тонн.
Автодорожная сеть в целом развита слабо, соответствующие показатели находятся на уровне ниже общенационального. Относительно благополучна ситуация в этом плане на территории провинции Северный Сулавеси (1278 км дорог с твёрдым покрытием), в то время как на территории Горонтало и Центрального Сулавеси протяжённость автомобильных дорог ограничена сотнями километров.
Железных дорог на полуострове нет. В ноябре 2015 года президент Индонезии Джоко Видодо объявил о планах проведения на Минахасе железнодорожной линии, которая стала бы продолжением строящейся с начала того же года железной дороги Макассар — Паре-Паре.